# 萨赫勒诸王国

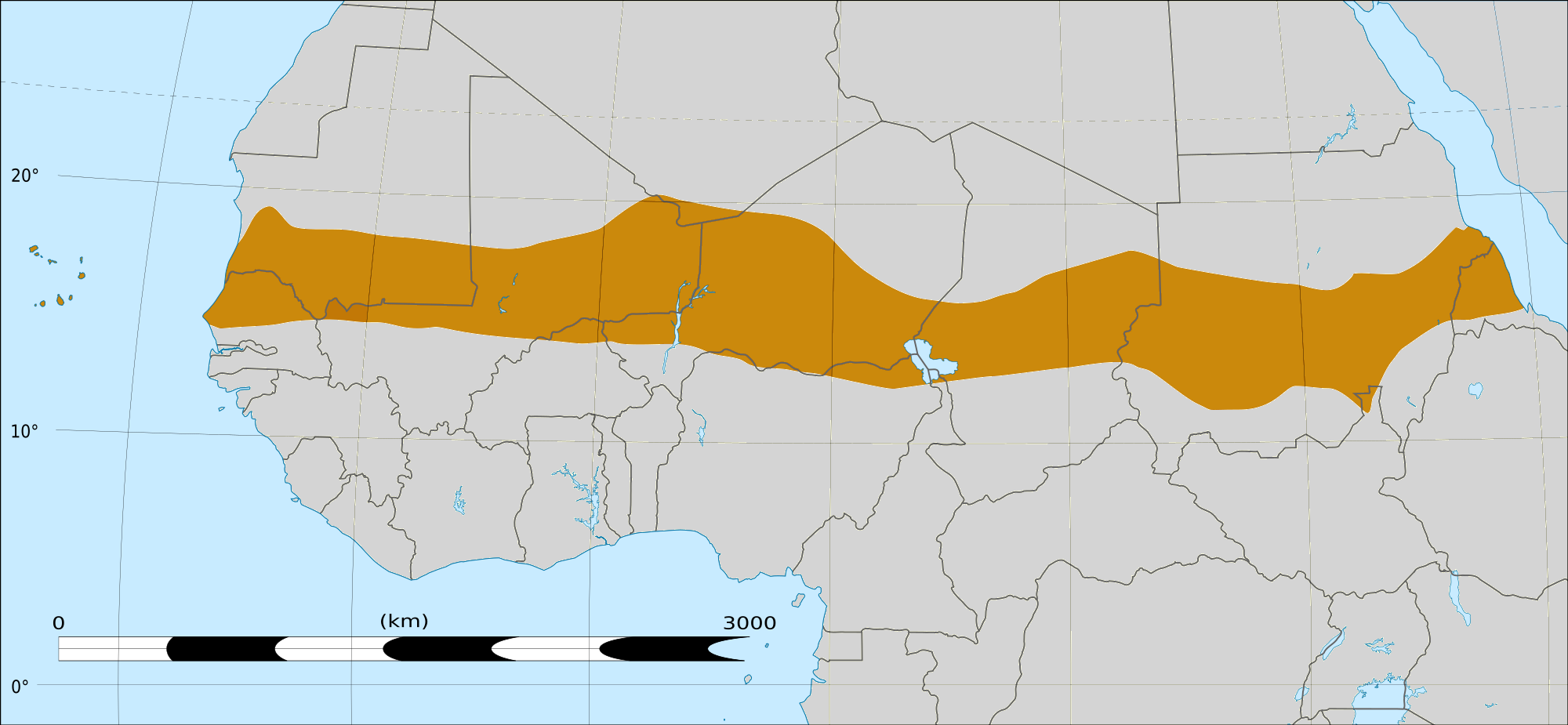
薩赫勒地區形成一條寬達1000公里的環帶，橫跨非洲從大西洋一直延伸到红海

萨赫勒诸王国是一系列集中於薩赫勒（撒哈拉以南的草原地帶）的中央集權王國或帝國，存在於8世紀至19世紀之間。這些國家的財富來源於對沙漠貿易路線的控制。它們的力量來自於擁有大型馱獸，如駱駝和馬，這些動物速度快，不僅能維持大型帝國的中央控制，還在戰鬥中非常實用。儘管如此，這些帝國通常是高度分散的，成員城市擁有相當大的自治權。薩赫勒國家無法向南擴展至森林地帶，如波諾人和約魯巴人的領地，因為騎兵在森林中幾乎無用，而馬匹和駱駝也無法抵抗該地區的疾病。

## 經濟

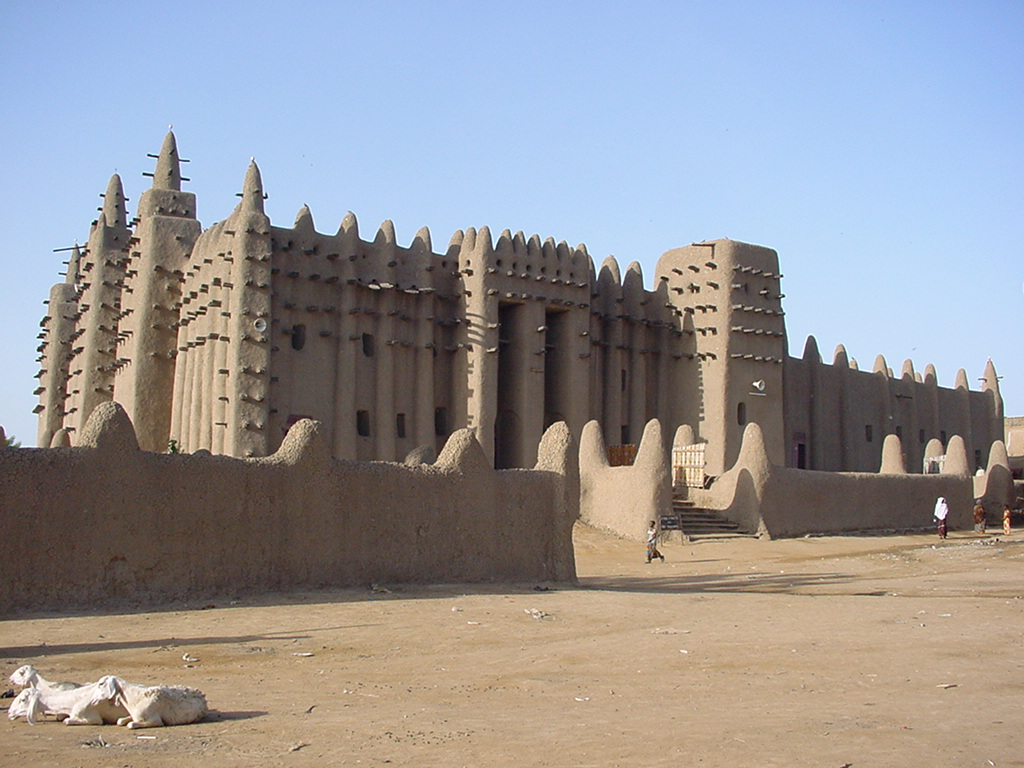
馬里的傑內大清真寺

這些地區有整合的王國與帝國，擁有大型城市和重要城鎮；同時也有較為分散的地區，人口零星分布。人們從事農業、畜牧業、狩獵、捕魚及工藝製作（如金屬加工、紡織和陶瓷）。他們利用河流和湖泊進行航行，從事短距離和長距離的貿易，並使用自己的貨幣進行交易。

## 薩赫勒諸王國的歷史

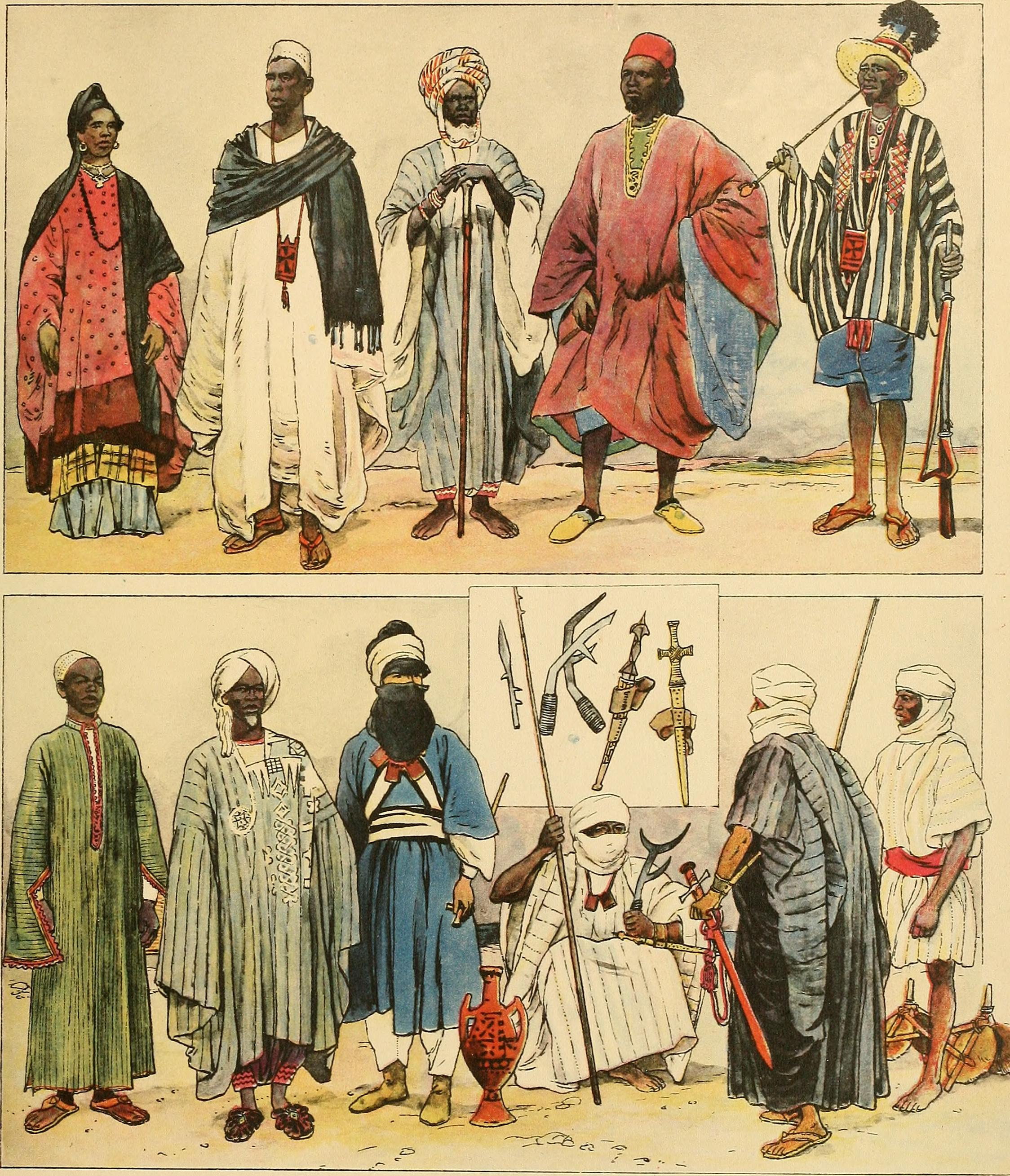
薩赫勒地區的民族群體

- 該地區最早興起的主要國家是加納帝國。加納於約西元3世紀建立，中心位於今日的塞內加爾和毛里塔尼亞。透過撒哈拉以南貿易路線，加納連結了北非的奧達古斯特與提亞雷特和錫吉勒馬薩，隨著西元3世紀單峰駱駝引入薩赫勒地區，加納因此致富。加納是首個因沃洛夫族商人引入馱獸而受益的國家。在3世紀至13世紀期間，加納主導了該地區。同時期的較小國家包括位於西方的塔克魯爾、南方的馬里王國以及東方以加奧為中心的桑海帝國。

- 當加納在面對穆拉比特王朝的入侵以及被索索帝國征服後瓦解，1235年後，馬里帝國崛起並主導了該地區，並與南方的波諾國進行貿易。馬里帝國位於尼日河上，位於今日的尼日與馬里西方，1350年代達到巔峰，但到1400年已失去對多個附庸國的控制。Meyerowitz, Eva L. R. . Red Candle Press. 1975. ISBN 978-0-904216-03-5 （英语）.

- 最強大的國家是桑海帝國，其自1460年代在國王索尼·阿里的帶領下迅速擴張。到1500年，桑海帝國已成為非洲歷史上疆域最廣的國家，從喀麥隆延伸至馬格里布。但在1591年，因摩洛哥薩阿德王朝的入侵，其領土縮減至僅剩丹迪省，帝國最終於1901年因法國推翻最後一任阿斯基亞而滅亡。

- 在更東邊的乍得湖地區，博爾努帝國於9世紀以卡內姆為名建立，後來成為中薩赫勒地區的重要國家。其西邊是鬆散聯合的豪薩城邦，這兩個國家雖共存但時常關係緊張，然而局勢相對穩定。

- 1810年，索科托哈里發國興起並征服豪薩地區，建立了更加集中的國家。索科托哈里發國與博爾努帝國皆延續存續了一段時間。